# 上敷香事件
上敷香事件（かみしすかじけん）とは、1945年8月18日（もしくは17日）に南樺太の敷香郡敷香町上敷香（ポロナイスク市管区レオニードヴォ）で起こったとされる朝鮮人虐殺事件のこと。上敷香虐殺事件、上敷香警察署虐殺事件とも。

## 事件の経緯
1945年8月17日あるいは8月16日、上敷香で20名前後の朝鮮人が「ソ連のスパイの疑いがある」という理由で憲兵及び警官らによって警察署に連行され、うち16名とも18名ともされる人間が翌8月18日あるいは8月17日に同署で射殺されていった。警察署の便所の汲み取り口から必死に逃げだした日本名中田という朝鮮人が、これを後に証言している。
上敷香の集落には8月16日夕刻に避難命令が出され、翌17日朝には日本軍のトラックによって残留していた住民が南の敷香へと移されたとされている。住民の避難後、約2500戸からなる上敷香市街には火が放たれている。
このとき警官らは警察署に火をつけ、燃える警察署の前で連行された父と兄の助命を懇願する娘に対し「お前も殺すぞ」と脅したため、娘は遺体も確認出来ないまま上敷香から避難せざるを得なかったという。他には、銃撃を受けて傷を負ったものの、警察署が火を付けられた際のどさくさに遺体を積み上げて天窓から逃げて助かったという者の話も伝えられている。林えいだいは、その調査で窓が小さく逃げるのは不可能だろうという話を聞いて、助かった者は同一人物で便所を窓に話を変えたのではないと考えている。
さらにその後、ソ連軍機20機の空襲があって上敷香は全焼しているが、事件の13日後、ソ連側によって行われた現場検証では18名の遺体があったとされている。幾つもの死体が、撃たれた形跡がある上に首と胴が切離されていたという。一方で、周辺住民から「中から泣き叫ぶ声が聞こえた」、助けを陳情する朝鮮人家族から「みんな縛っているから逃げられないと怒鳴る警官がいた」という証言もあり、また聞きとなるが、脱出した者からとされる伝え聞きでは、もう一人老人が便所から逃げようとしたが失敗し便槽に転落、事件後に黒焦げの死体で発見されたとされ、生きたまま焼殺された者もいた可能性もある。
この事件の犠牲者らは、日本の警察に協力していた朝鮮人の密告によって逮捕されたもので、ソ連側の軍事裁判により当の密告者は反ソ行為等で懲役刑、同署の警察官ら７名もその後有罪判決を受けている。

### その後
1991年8月、虐殺事件被害者の遺族によって、日本政府を相手取って損害賠償と謝罪広告を求めて提訴がなされたが、1995年7月27日、東京地方裁判所は事実認定を行うことなく、除斥期間満了を理由に訴えを棄却した。1996年8月7日、東京高裁も同様に原告の請求を退け、判決は確定した。

## 関連研究
- 三田英彬『棄てられた四万三千人』三一書房、1981年4月30日